# Термине (Казерта)
Термине је насеље у Италији у округу Казерта, региону Кампанија.
Према процени из 2011. у насељу је живело 13 становника. Насеље се налази на надморској висини од 178 м.